# Episodi de Il medico di campagna (quinta stagione)
La quinta stagione della serie televisiva Il medico di campagna è stata trasmessa in anteprima in Germania dalla ZDF tra l'8 gennaio 1993 e il 2 aprile 1993.
| nº | Titolo originale           | Titolo italiano | Prima TV Germania | Prima TV Italia |
| -- | -------------------------- | --------------- | ----------------- | --------------- |
| 1  | Liebe verzeiht alles       |                 | 8 gennaio 1993    |                 |
| 2  | Stein des Anstoßes         |                 | 15 gennaio 1993   |                 |
| 3  | Zum Wohl, Herr Pfarrer     |                 | 22 gennaio 1993   |                 |
| 4  | Eckholms letzte Predigt    |                 | 29 gennaio 1993   |                 |
| 5  | Das Verfahren              |                 | 5 febbraio 1993   |                 |
| 6  | Die Versammlung            |                 | 12 febbraio 1993  |                 |
| 7  | Hausverbot                 |                 | 19 febbraio 1993  |                 |
| 8  | Eine Frau sucht ihren Mann |                 | 26 febbraio 1993  |                 |
| 9  | Annahme verweigert         |                 | 5 marzo 1993      |                 |
| 10 | Jugendsünden               |                 | 12 marzo 1993     |                 |
| 11 | Wo die Liebe hinfällt      |                 | 19 marzo 1993     |                 |
| 12 | Der Fremde                 |                 | 26 marzo 1993     |                 |
| 13 | Die Konkurrenz             |                 | 2 aprile 1993     |                 |